# راسيل تود
راسيل تود (بالإنجليزية: Russell Todd)‏ هو ممثل أمريكي، ولد في 14 مارس 1958 في الولايات المتحدة.

## أعمال

### أفلام
- (1981) يوم الجمعة الثالث عشر الجزء الثاني[4][5]

### مسلسلات
- عالم آخر

## وصلات خارجية
- راسيل تود على موقع IMDb (الإنجليزية)
- راسيل تود على موقع قاعدة بيانات الفيلم (الإنجليزية)